# Бек, Фолькер
Фолькер Бек (нем. Volker Beck, род. 12 декабря 1960, Штутгарт) — депутат бундестага от партии «зелёных», первый управляющий бундестага, член зелёной фракции бундестага, представитель совета партии зелёных, открытый гей.

## Биография
После окончания гимназии в Зингелфингене (1980) и последующем прохождении альтернативной службы, Бек поступил в Университет Штутгарта на отделение германистики и истории. Свою политическую карьеру Бек начал в начале 80-х годов в движении за мир, активно участвовал в бойкоте переписи населения и в 1985 году вступил в партию «зелёных». В 1986 году он стал одним из председателей партии зелёных в округе Штутгарта, а с 1987 по 1990 представителем сексуальных меньшинств фракции зелёных.
В 1986 он был одним из противников политики Петера Гаувайлера по вопросу СПИДа. Бек был одним из активистов в государственном объединении по делам сексуальных меньшинств и работал после объединения Германии над расширением организации на территории бывшей ГДР в «Союзе геев и лесбиянок Германии». До 2004 года он был пресс-секретарём самой большой организации геев и лесбиянок в Германии.
В 1988 году Бек опубликовал статью «Нужно ли менять уголовное право? Призыв к реалистичной переориентации сексуальной политики» в книге «Педосексуальный комплекс», в которой выступил с инициативой немедленно провести декриминализацию педофилии, так как преследование педофилов противоречит основам правового государства.
В 1994 году Бек был впервые избран депутатом бундестага. После выборов в 1998 году он получил пост политического координатора по правовым вопросам, вопросам женщин и детей. После выборов в 2002 году он был избран первым исполнительным директором парламентской фракции, в 2005 году переизбран. В 2005 году он был один из 9 членов партии «зелёных», представлявших партию зелёных на парламентских выборах в 2005 году.
1 марта 2016 года во время контроля, проведенного полицией Берлина, у Фолькера Бека были обнаружены наркотические вещества, по информации издания BILD — 0,6 грамма Метамфетамина. В связи с чем 2 марта 2016 года Фолькер Бек заявил изданию BILD, что добровольно слагает с себя все полномочия.

## Избиение депутата в России
Открытый гей, управляющий делами партии «зелёных» Бек принял участие в запрещенной городскими властями демонстрации представителей сексуальных меньшинств (гей-парад), и получил наряду с несколькими другими иностранцами ранения от ударов кулаком и камнем, по его собственному свидетельству от «бритоголовых». После чего гражданин Германии был арестован московской милицией. После того, как личность депутата бундестага была установлена, милиция принесла извинения. Фолькер Бек заявил: 
Недопустимо, чтобы полиция не защищала от хулиганов мирных геев и лесбиянок.
 В бундестаге после данных событий принято заявление с призывом к российским властям уважать права человека и не мешать проведению мирных акций. Свой протест высказал также мэр Парижа, Бертран Деланоэ.

## Личная жизнь
Бек жил в Кёльне со своим партнером, франко-германским ЛГБТ-активистом Жаком Тессье (нем. Jacques Teyssier), который был ВИЧ-инфицированным и скончался в 2009 году от рака. Бек и Тессье прожили вместе 17 лет.
14 июля 2017 года Фолькер Бек заключил гражданское партнёрство со своим новым партнёром — архитектором Адрианом Петковым (нем. Adrian Petkov). 1 октября 2017 года в день вступления в силу закона об однополых браках в Германии пара заключила брак в ЗАГСе берлинского района Кройцберга.

## Награды
- В 2001 году он получил награду от интернационального объединения лесбиянок и геев (International Network of Lesbian and Gay Officials (INLGO)), в 2001 году Like-A-Rock-Award, а от организаторов берлинского праздника геев и лесбиянок премию Rainbow Award.
- 3 октября 2002 Бек получил от президента Германии Йоханнеса Рау за борьбу за компенсации жертвам нацизма орден за заслуги перед ФРГ.
- В мае 2006 года Бек получил за защиту прав человека и как один из инициаторов закона об однополом партнерстве интернациональную премию «Tolerantia» польского «Фонда равноправия» Fudacja Rownsci «Кампании против гомофобии» (Kampania Przeciw Homofobii), французской организации помощи жертвам гомофобии «SOS-Homophobie», а также берлинского проекта против насилия «Maneo».
- В июле 2006 года он получает премию за активную гражданскую позицию берлинского CSD.
- 5 октября 2006 года Фолькер Бек был удостоен премии американской организации EQUALITY FORUM в рамках «Gay and Lesbian History Month».